# ウラカ・デ・カスティーリャ (ポルトガル王妃)
ウラカ・デ・カスティーリャ（スペイン語：Urraca de Castilla、1186年/1187年5月28日 - 1220年11月3日）は、ポルトガル王アフォンソ2世の妃。ウラカ・デ・ボルゴーニャ（Urraca de Borgoñade）、 ウラカ・デ・ポルトゥガル（Urraca de Portugal）ともいう。カスティーリャ王アルフォンソ8世と王妃レオノール・プランタヘネトの次女。ポルトガル語名はウラカ・デ・カステーラ（Urraca de Castela）。母方の祖父母はイングランド王ヘンリー2世とアリエノール・ダキテーヌである。

## 生涯
ウラカはもともとフランス王ルイ8世の妃にと考えられていたが、アリエノール・ダキテーヌがウラカの名前のためにこれに反対し（ウラカはカスティーリャ語でカササギの意）、ウラカの妹のブランカを選んだ。
1206年、21歳のポルトガル王子で王位継承者のアフォンソと結婚した。
1212年、夫アフォンソはポルトガル王位を継承し、ウラカは王妃となった。1214年にアフォンソ2世は、自身がウラカより先に死去した場合はウラカが継承者の摂政となることを遺書で取り決めた。しかし、1220年にウラカは夫より先に死去した。ウラカはアルコバッサ修道院に埋葬された。

## 子女
2人は5子をもうけた。
- サンシュ2世（1207年 - 1248年）
- アフォンソ3世（1210年 - 1279年）
- レオノール（1211年 - 1231年） - デンマーク王ヴァルデマー2世の王子ヴァルデマー（若王）と結婚
- フェルナンド（1217年 - 1246年） - セルパ卿
- ヴィセンテ（1219年、夭折）